# Eucalyptus argillacea
Eucalyptus argillacea är en myrtenväxtart som beskrevs av W.V. Fitzg. in Maiden. Eucalyptus argillacea ingår i släktet Eucalyptus och familjen myrtenväxter. Inga underarter finns listade i Catalogue of Life.